# Абатеђо (Пескара)
Абатеђо (итал. Abbateggio) је насеље у Италији у округу Пескара, региону Абруцо.
Према процени из 2011. у насељу је живело 196 становника. Насеље се налази на надморској висини од 471 м.